# Christian Vilches
Christian Alberto Vilches González (Quinta Normal, Santiago; 13 de julio de 1983) es un exfutbolista chileno. Jugaba como defensor central.

## Trayectoria
Comenzó su carrera futbolística en el año 2002 jugando por Deportes Quilicura de la Tercera División, hasta que el entrenador Nicola Hadwa lo llevó a jugar en Palestino.
Se mantuvo jugando en Palestino hasta que a mediados de 2005 fue cedido a préstamo a Unión La Calera de la Primera B, en donde jugó la segunda mitad de ese año, para volver en 2006 a Palestino. Vilches jugaba de volante de contención, pero el entrenador Luis Musrri lo bajó a la posición de defensa durante 2008. En el Torneo de Clausura de ese mismo año cumplió una buena campaña con su equipo, en donde consiguieron el subcampeonato.
Luego del subcampeonato con Palestino fue fichado para 2009 por Audax Italiano quien compró el 80% de su pase y un contrato por 3 temporadas. Tras las excelentes actuaciones por Audax Italiano es fichado de cara al torneo de clausura por Colo-Colo para incorporarse a la defensa del cuadro albo. Convierte su primer gol con la camiseta alba en la decimotercera fecha del Clausura 2011, en la victoria de su club por 3-1 ante Santiago Morning. Vilches vuelve a festejar un gol por Colo-Colo un año después, dando la victoria a su equipo al anotar el segundo tanto con que los albos vencieron por 2-1 a Antofagasta, en un encuentro jugado en Copiapó.
El 13 de abril de 2014 Colo-Colo vencería por 1-0 a Santiago Wanderers con solitario gol de Felipe Flores, ese triunfo le valdría el título de campeón del Clausura 2014 y bajando la estrella 30 después después 4 años y 7 torneos de fracasos. En aquel torneo el "Kily" jugó 16 partidos, perdiéndose solo el de la primera fecha por lesión. 
El 19 de octubre se jugaba el clásico del fútbol chileno en el Estadio Monumental, Colo-Colo venció por 2-0 a la Universidad de Chile, Vilches fue titular y jugó todo el partido. El 30 de noviembre volvería a marcar un gol por Colo-Colo después de mucho tiempo, tras centro de Emiliano Vecchio anotaría el 1-0 en la goleada de los albos por 4-1 sobre Cobreloa. Finalmente en el Apertura 2014 Colo-Colo terminaría tercero. En el año 2014 Vilches jugó 39 partidos y anotó 1 gol. En el Clausura 2015 los albos terminaron segundo detrás de Cobresal y quedaron eliminados en fase de grupos de la Copa Libertadores de América, en el Clausura Vilches jugó todos los encuentros y en la Libertadores también.
En mayo de 2015 se confirma su traspaso a Athletico Paranaense de Brasil negociando como jugador libre.

## Selección nacional
Vilches fue nominado por primera vez a la selección chilena por el técnico Claudio Borghi el 27 de agosto de 2011 en reemplazo del lesionado Waldo Ponce, siendo convocado para los partidos con España y México. Justamente el 4 de septiembre de 2011, Vilches debutó por la selección en el partido con México, con derrota 1-0. Después en octubre del mismo año fue nominado para los 2 primeros partidos por las Clasificatorias a Brasil 2014 frente a Argentina y Perú el 7 y 11 de octubre, pero Vilches no jugó. 1 mes después en noviembre, Vilches fue nominado para los partidos clasificatorios contra Uruguay y Paraguay, pero nuevamente no vio acción.
Casi 1 año después, es nominado el día 5 de octubre de 2012 para defender a su selección en las Clasificatorias 2014 frente a Ecuador y Argentina, pero Vilches no juega en ambos partidos.
En octubre de 2015, tras sus buenas actuaciones en Athletico Paranaense de Brasil es nominado por Sampaoli para la primera doble de las Clasificatorias Rusia 2018 ante Brasil y Perú, ingresó el 8 de octubre en el minuto 81 por Díaz y volviendo a jugar por La Roja después de 4 años, en el histórico triunfo por 2-0 sobre Brasil en el Nacional y La Roja volvía a derrotar a la Scratch después de 15 años.
Nuevamente es convocado a la Selección Chilena por el entrenador Juan Antonio Pizzi en septiembre de 2016 para los partidos contra Paraguay y Bolivia por las clasificatorias al Mundial de Rusia 2018.

### Participaciones en Clasificatorias a Copas del Mundo
| Torneo                    | País   | Resultado   | Posición | Partidos | Goles |
| ------------------------- | ------ | ----------- | -------- | -------- | ----- |
| Eliminatorias Brasil 2014 | Brasil | Clasificado | 3°       | 0        | 0     |
| Eliminatorias Rusia 2018  | Rusia  | Eliminado   | 6º       | 1        | 0     |

### Partidos internacionales
Actualizado al último partido jugado el 8 de octubre de 2015.
| \| N.º \| Fecha \| Estadio \| Local \| Resultado \| Visitante \| Competición \| \| ----- \| ----------------------- \| ----------------------------------------------------- \| ---------- \| --------- \| --------- \| ---------------------------- \| \| 1 \| 4 de septiembre de 2011 \| Estadio Cornellà-El Prat, Cornellá y El Prat,, España \| Chile \| 0-1 \| México \| Amistoso \| \| 2 \| 8 de octubre de 2015 \| Estadio Nacional, Santiago, Chile \| Chile \| 2-0 \| Brasil \| Clasificatorias a Rusia 2018 \| \| Total \| Total \| Total \| Presencias \| 2 \| Goles \| 0 \| |                         |                                                       |            |           |           |                              |
| N.º | Fecha                   | Estadio                                               | Local      | Resultado | Visitante | Competición                  |
| 1 | 4 de septiembre de 2011 | Estadio Cornellà-El Prat, Cornellá y El Prat,, España | Chile      | 0-1       | México    | Amistoso                     |
| 2 | 8 de octubre de 2015    | Estadio Nacional, Santiago, Chile                     | Chile      | 2-0       | Brasil    | Clasificatorias a Rusia 2018 |
| Total | Total                   | Total                                                 | Presencias | 2         | Goles     | 0                            |

## Clubes
| Club                 | País   | Año       |
| -------------------- | ------ | --------- |
| Deportes Quilicura   | Chile  | 2002-2003 |
| Palestino            | Chile  | 2004-2005 |
| Unión La Calera      | Chile  | 2005      |
| Palestino            | Chile  | 2006-2008 |
| Audax Italiano       | Chile  | 2009-2011 |
| Colo-Colo            | Chile  | 2011-2015 |
| Athletico Paranaense | Brasil | 2015-2016 |
| Universidad de Chile | Chile  | 2016-2018 |
| Unión La Calera      | Chile  | 2019-2022 |
| Magallanes           | Chile  | 2023      |

## Palmarés

### Campeonatos estatales
| Título                | Equipo               | Estado | Año  |
| --------------------- | -------------------- | ------ | ---- |
| Campeonato Paranaense | Athletico Paranaense | Paraná | 2016 |

### Campeonatos nacionales
| Título             | Equipo               | País  | Año    |
| ------------------ | -------------------- | ----- | ------ |
| Primera División   | Colo-Colo            | Chile | 2014-C |
| Primera División   | Universidad de Chile | Chile | 2017-C |
| Supercopa de Chile | Magallanes           | Chile | 2023   |

### Distinciones individuales
| Distinción                                 | Año  |
| ------------------------------------------ | ---- |
| Parte del Equipo Ideal de El Gráfico Chile | 2008 |
| Parte del Equipo Ideal de El Gráfico Chile | 2010 |
| Mejor Defensa Central por el SIFUP         | 2011 |